# Sundochernes modiglianii
Sundochernes modiglianii es una especie de arácnido  del orden Pseudoscorpionida de la familia Chernetidae.

## Distribución geográfica
Se encuentra en Malasia y en Sumatra.